# Gustav Flor

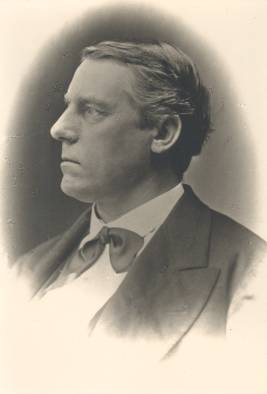
Gustav Flor

Gustav August Adam Flor (* 13. August 1829 in Alt-Salis, Gouvernement Livland; † 13. Mai 1883 in Dorpat) war ein livländischer (deutschbaltischer) Entomologe.

## Leben
Flor studierte ab 1847 Zoologie und ab 1852 Medizin an der Kaiserlichen Universität Dorpat, an der er 1856 in Medizin promoviert wurde (Rhynchotorum livonicorum descriptio). 1857 bis 1859 setzte er sein Zoologie- und Medizinstudium in Prag, Wien, Montpellier und Paris fort. 1860 wurde er Dozent, 1861 außerordentlicher und 1862 ordentlicher Professor für Zoologie in Dorpat. Ab 1860 leitete er das Zoologische Kabinett der Universität (das spätere Zoologische Museum).
Er spezialisierte sich auf Schnabelkerfe (Hemiptera, Rhynchota) und schrieb eine Monographie über die Schnabelkerfe Livlands.
Seine Insektensammlung ist im Zoologischen Museum der Universität Tartu.

## Schriften
- Die Rhynchoten Livlands in systematischer Folge beschrieben, Archiv für die Naturkunde Liv-, Ehst- und Kurlands, Dorpat 1860, 1861, 2 Teile, Teil 1, Teil 2